# Чемпионат мира по шоссейным велогонкам 2019 — групповая гонка (женщины)
Групповая гонка у женщин на чемпионате мира по шоссейному велоспорту 2019 года прошла 28 сентября в британском Харрогейте. Победу одержала нидерландская велогонщица Аннемик Ван Флёйтен.

## Участники
Страны-участницы определялись на основании рейтинга UCI Women’s Team. Максимальное количество гонщиков в команде не могло превышать 7 человек. Помимо этого вне квоты могли участвовать действующие чемпион мира и чемпионы континентальных чемпионатов. Всего участие приняло 152 участницы из 49 стран.
| Национальные сборные (49)- Аргентина - Австралия - Австрия - Бельгия - Беларусь - Бразилия - Канада - Чили - Колумбия - Коста-Рика - Хорватия - Куба - Чехия - Дания - Эритрея - Испания - Эстония - Франция - Великобритания - Германия - Греция - Ирландия - Исландия - Израиль - Италия - Япония - Казахстан - Кувейт - Литва - Люксембург - Макао - Мексика - Нидерланды - Норвегия - Новая Зеландия - Парагвай - Польша - Португалия - ЮАР - Россия - Словения - Швейцария - Словакия - Швеция - Тринидад и Тобаго - Украина - Уругвай - США - Зимбабве |
| |

## Маршрут
Старт и финиш располагался в Харрогейте, а сама трасса представляла 14-километровой круг через город Харрогейт в округе Северный Йоркшир, проходившийся один раз. Профиль круговой трассы технический и имел слегка холмистый профиль с тремя подъёмами. Первым располагался Отли Роуд (Otley Road, протяжённость 1600 метров, средний градиент 3,4%), вершина которого находилась за 11,8 км до финишной черты. Затем шёл относительно прямой спуск и начинался второй подъём Пот Банк (Pot Bank, протяжённость 600 метров, средний градиент 3,5%) за 7,4 км до финишной черты. Третий подъём Харлоу Мур (Harlow Moor, протяжённость 1200 метров, средний градиент 5,2%) располагался за 6 км до финиша. Последний километр сначала включал на протяжении 400 метров три резких поворота, после чего начиналась финишная прямая длиной 600 метров, шедшая в подъём (на первых 100 метрах градиент в 4%).
Общая протяженность маршрута составила 14 километра.

## Результаты
| \| Генеральная классификация \| Генеральная классификация \| Генеральная классификация \| Генеральная классификация \| Генеральная классификация \| \| Гонщик \| Гонщик \| Команда \| Время \| \| \| ------------------------- \| ------------------------- \| ------------------------- \| ------------------------- \| ------------------------- \| \| 1-й \| Аннемик ван Влётен \| Нидерланды \| 4ч 06' 05 \| \| \| 2-й \| Анна Ван дер Брегген \| Нидерланды \| + 2' 15 \| \| \| 3-й \| Аманда Спратт \| Австралия \| + 2' 28 \| \| \| 4-й \| Хлоя Дайгерт \| США \| + 3' 24 \| \| \| 5-й \| Элиза Лонго Боргини \| Италия \| + 4' 45 \| \| \| 6-й \| Марианна Вос \| Нидерланды \| + 5' 20 \| \| \| 7-й \| Марта Бастианелли \| Италия \| + 5' 20 \| \| \| 8-й \| Эшли Молман \| ЮАР \| + 5' 20 \| \| \| 9-й \| Лиза Бреннауэр \| Германия \| + 5' 20 \| \| \| 10-й \| Корин Ривера \| США \| + 5' 20 \| \| |                      |            |           |
| |                      |            |           |
| Источник: ProCyclingStats |                      |            |           |
| Генеральная классификация |                      |            |           |
| Гонщик | Гонщик               | Команда    | Время     |
| 1-й | Аннемик ван Влётен   | Нидерланды | 4ч 06' 05 |
| 2-й | Анна Ван дер Брегген | Нидерланды | + 2' 15   |
| 3-й | Аманда Спратт        | Австралия  | + 2' 28   |
| 4-й | Хлоя Дайгерт         | США        | + 3' 24   |
| 5-й | Элиза Лонго Боргини  | Италия     | + 4' 45   |
| 6-й | Марианна Вос         | Нидерланды | + 5' 20   |
| 7-й | Марта Бастианелли    | Италия     | + 5' 20   |
| 8-й | Эшли Молман          | ЮАР        | + 5' 20   |
| 9-й | Лиза Бреннауэр       | Германия   | + 5' 20   |
| 10-й | Корин Ривера         | США        | + 5' 20   |